# 鶴澤道八
鶴澤 道八（つるさわ どうはち）は、文楽義太夫節三味線方の名跡。初代・二代を数える。定紋は九枚笹。

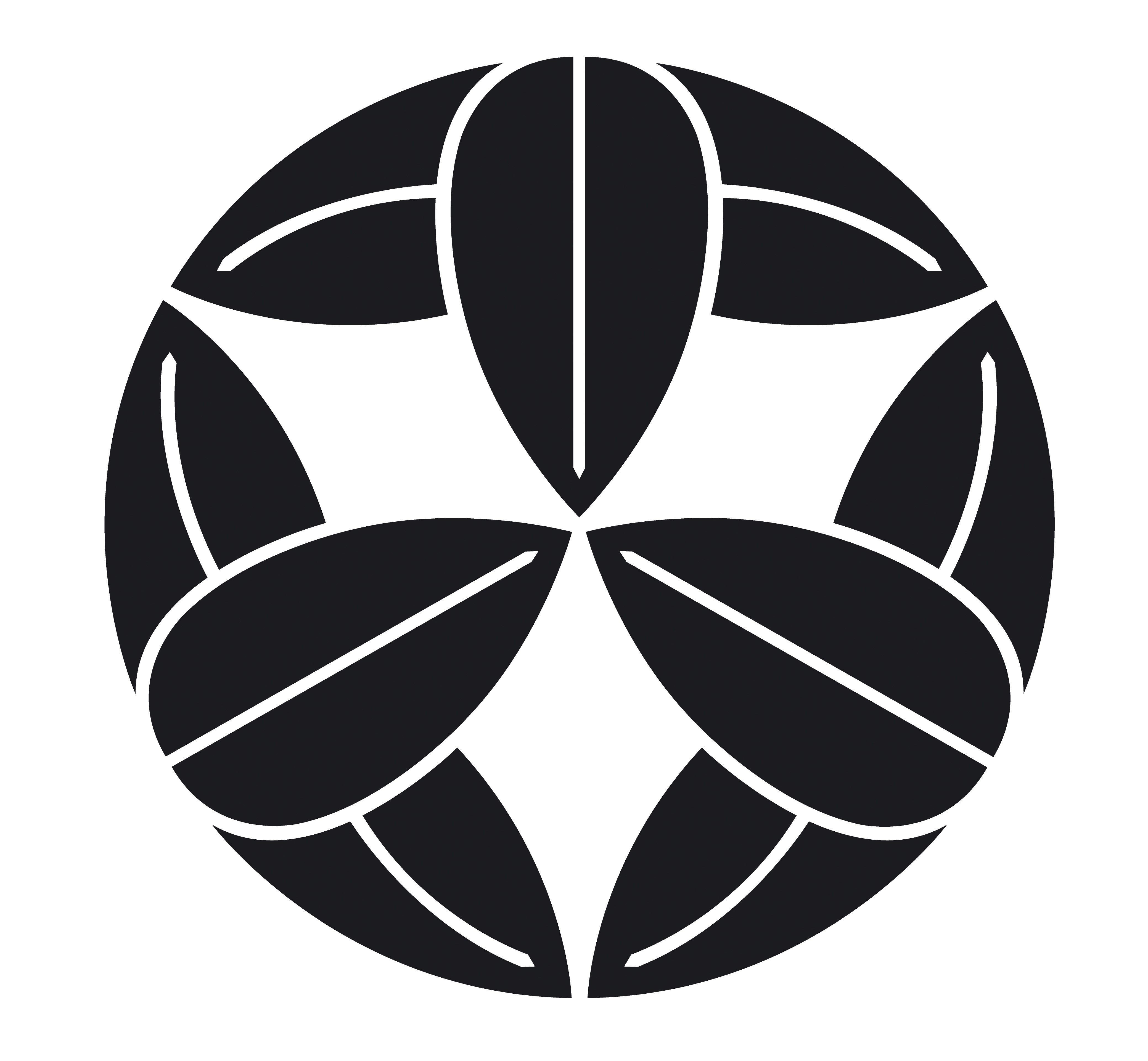
九枚笹

## 初代
（明治2年（1869年）6月17日 - 昭和19年（1944年）11月28日）

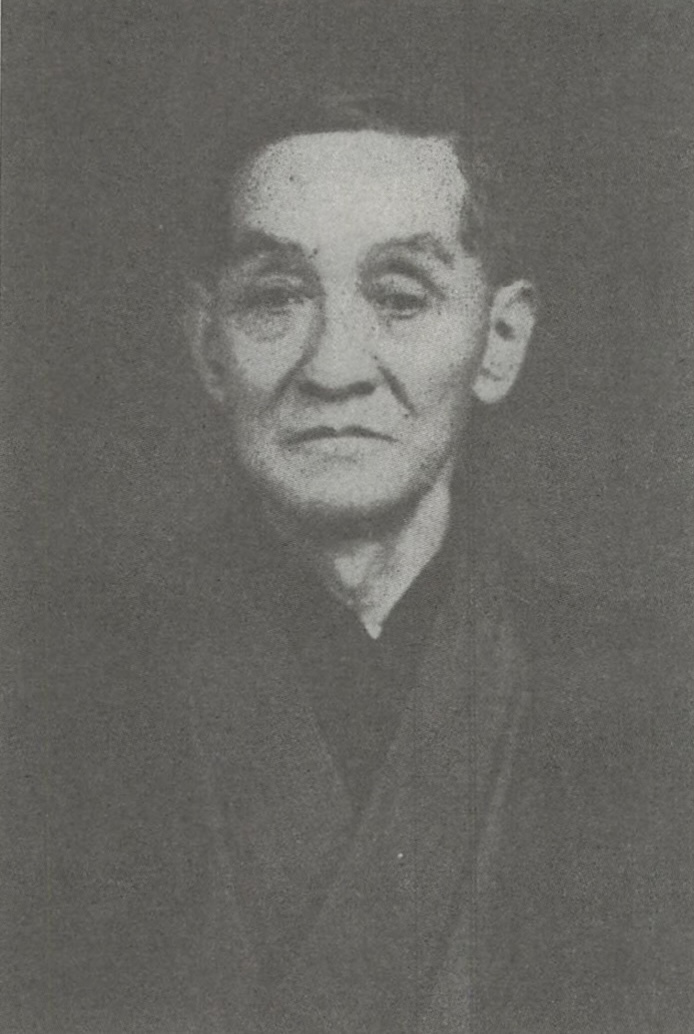
初代鶴澤道八

鶴澤吉松 → 鶴澤友松 → 初代鶴澤道八
本名は浅野楠之助

### 二代目鶴澤吉左衛門へ入門。鶴澤吉松を名乗る。
明治2年（1869年）6月17日 大阪島之内の坂町にある天神様の表門前で生まれる。父は安治川で柏屋という荷問屋を 営んでいたが、後に尾上多見蔵の床山をしていた。母親の実家は中川蘆月などの親類で、島之内堺筋で薬屋を営んでいた。
「生来音曲が好きで」、8歳の時に母親に内証で骨屋町にいた地唄の徳永里朝のところへ入門し、「雲にかけ橋」「黒髪」といった地唄の代表曲を習い、琴や胡弓の稽古もしていたが、師匠から「いっそ芸で身を立てたら」との勧めもあり、母親とも相談の上、明治10年（1877年）の春、9歳の時、二代目鶴澤吉左衛門に入門し、鶴澤吉松を名乗る。
師匠二代目鶴澤吉左衛門は、本名辻新次郎。通称「唐物町」と呼ばれ、初代鶴澤清八の弟子で船場唐物町旧難波橋筋「太平餅」の隣に住んでいた。
淡路への巡業で師匠のへお供をする等していたが、入門の翌々年の明治12年（1879年）10月16日に師匠吉左衛門は逝去。戒名は鶴山霊翁信士。墓は道八が後に高野山に建立している。吉松時代は師匠の内弟子をしていたため、芝居には出勤せず、鶴澤吉松の名前が番付に載ったことはない

### 二代目鶴澤勝七へ入門。鶴澤友松を名乗る。
道具方の中野源松の口次で、吉左衛門逝去の後すぐ、二代目鶴澤勝七へ入門する。しばらく内弟子をしていたが、「やつぱり芝居へ出んといかん」という師匠勝七のすすめで師匠鶴澤勝七の本名、久野友太郎（ひさのともたろう）から一字を貰い、鶴澤友松（ともまつ）を名乗り、明治15年（1882年）6月頃から松島文楽座へ出座する。

### 入門翌年、紋下の長登太夫を弾く
翌、明治16年（1883年）元旦初日で京都四条北側の大芝居で文楽座が『仮名手本忠臣蔵』の通しを出した。その際に、番付に名前も出ていない身分であった鶴澤友松は紋下（櫓下）の四代目竹本長登太夫の「大序」を弾くという大抜擢を受けた。
「勝七師匠からは勿論、清水町の師匠（初代豊澤團平）や松葉屋（五代目豊澤廣助）さんから「お前は幸せ者やで、櫓下を弾かせてもらふのや」といはれました。番附に大序鶴ケ岡の段、竹本長登太夫と一行に出てゐましたが、かうなると九段目と同格になるのださうです。私は朝早くから床の掃除をして、それから縄手の南の、名前は忘れましたが、足袋屋の離れに泊つて居られた長登太夫さんを迎ひに行き、本を持つてお伴をして芝居へ入つたのですが、何分早朝のことですからお客は三四人程より来てゐませんでしたが、それでも長登太夫さんはきちつと勤められました」

### 清水町の師匠の教えを乞う
初出座から程ない明治15年（1882年）6月松島文楽座にて二代目竹本越路太夫（摂津大掾）の『一谷嫰軍記』「熊谷陣屋」を弾く、清水町の師匠（初代豊澤團平）の三味線を聞き、「師匠の芸が他の方に抜出て烈しいのにすつかり感心してしまひ、それから後は「何でもこの日本一の師匠に取り入つて、特別の教へを授りたいものだ」と一筋に思ひつめてゐました。」が、直接の師匠ではないために、稽古をしてもらう機会もなかった。友松は、明治17年（1884年）2月、彦六座で初代豊竹柳適太夫が『摂州渡辺橋供養』「衣川庵室」を出すにあたり琴を弾く適当な三味線弾きがいなかったため、柳適太夫の相三味線である六代目豊澤廣助（名庭絃阿弥）から指名を受け、彦六座へ出座することになった。これ以降彦六座へ出座していたが、折よく初代團平が同年7月限りで越路太夫と別れ、彦六座へ三味線紋下として移ることになった。その團平の披露目の舞台『三番叟』で初代豊澤新左衛門をはじめとしたツレ引きに友松や松吉（後の二代目豊澤新左衛門）が豆喰い（ツレ引きの最後）で出演した。
憧れの師團平と同じ彦六座に出勤することになった友松は、清水町の師匠宅へ稽古へ伺うも、自分よりも上の先輩に「お先に」と順番を取られてしまい、稽古をしてもらう機会に恵まれなかった。そこで、清水町の團平宅の露地内の長屋が一軒開いている事を聞きつけ、戸締りの外畳も建具もついていない有様であったが、團平に稽古をつけてもらいたい一心で引っ越しをした。
「ところである朝、ポチがしきりと吠えるのに眼を醒ましますと、「友はんお師匠はん来やしたで」とおくみさんの声がします。私は「しもたツ、えらいとこ見られた」と思ひましたがもう遅く、「そこ友のうちか、まだ寝てんのか」と師匠のお声も聞えて来ました。師匠は朝お手水を使はれた後、はしりに水をお撒きになるのが習慣で、これは餓鬼に水を遣るお積りだつたさうです。その序にふとお見えになつたので、私はどうしようかと、思ひましたが、出ぬわけに行かず、戸口に控へてゐますと、師匠は家の中へ入つてみえて、「えらい暗いやないか、畳ひいてないのか」と仰つしやつて、しばらく辺りを見て居られましたがそのまゝまた出て行かれました。このときに何か独り言をぶつぶついふて居られましたが、向ふをむいて居られたので私には何かきゝ取れませんでした。
が、それから間もなくして、師匠の私に対する態度が変り、師匠の方から「稽古してやる」と仰せ出され、こつちは、長い間それを待つてゐました、と飛びついて節匠の前に座る。そこまではすらすらと進むのですが、それから先が大変で、今までとは打つて変つてのお稽古の厳しさ、急に殖えたお小言、一所が出来ぬために行詰つてしまつて、持ちも提げもならぬやうなことが度々ありました。しかしこれは、何とかして師匠に特別の教へを乞いたいといふ私の凝り固つた一心が遂に師匠に届いて、かほどの難儀をしてまでもわしの芸を学びたいのか、うい奴じや、と潜越ながら師匠に見込まれたのだと私は思つてゐます。
その後私は右の家に相当長い間住んでゐましたが、追々と建具なども入れられるやうになりました。また後には靱（油掛町）に、更に後に高麗橋（浮世小路）に稽古場を拵へました。これは稲荷座の晩年のことです。」
と、本人が語るように、引越作戦が功を奏し、團平に稽古をつけてもらえるようになった。

### 伊達太夫を弾く
明治23年（1890年）初代團平と大隅太夫の一行が長崎へ巡業へ行った折、榎津町の榎津館にて團平がインフルエンザに罹ったため、豊澤源吉（二代目豊澤團平）が長崎へ駆けつけ、師匠の介抱の傍ら、三代目竹本大隅太夫を弾く等、一座が慌ただしい中、大隅太夫が「友やん、うちの馬公弾いてくれるか」と友松に声を掛け、友松が承知し、三代目竹本伊達太夫として弾いて出ることになり、これが伊達太夫との縁の始まりとなった。この三代目竹本伊達太夫こそ、後に六代目竹本土佐太夫を襲名した「天下茶屋」と呼ばれた名人である。

### 歌舞伎座での狐火を弾く
明治35年（1902年）1月東京歌舞伎座で『本朝廿四孝』の「十種香」が上演され、「狐火」を伊達太夫（六代目竹本土佐太夫）と友松（初代鶴澤道八）が出語りを勤めた。八重垣姫は五代目尾上菊五郎が勤める予定であったが、中風を患ったため、五代目尾上榮三郎（後の六代目尾上梅幸）が代役を勤めた。普段のチョボ（竹本）とは間が違う人形振りであるため、稽古は厳しいものとなり、五代目菊五郎が榮三郎の襟首を掴んで顔を畳に擦り付けて怒るというほどであったが、稽古の甲斐もあり、好評を博した。この際に、初代團平の妻であるお千賀の筆で團平が節付けした一節を使い、八重垣姫が兜を持って「枕獅子」のような引っ込みの幕にした。歌川豊齊（三代目歌川国貞）筆の錦絵（国立劇場所蔵）が残っており、人形遣いは四代目市川染五郎（七代目松本幸四郎）、足遣いは六代目市村家橘（十五代目市村羽左衛門）が勤めている。また、肩衣は鶴澤友松の紋である九枚笹のものを伊達太夫と鶴澤友松が着けている。

### 伊達太夫との別れと引退
この当時友松は、伊達太夫と組み、方々の寄席や歌舞伎座の名人会のようなものに出たり、北海道等に巡業に入ったりしていた。住居も東京は築地二丁目に家を一軒借り、一座のもの一緒に暮らしていた。この時、政二郎といっていた四代目鶴澤清六を友松が大阪へ連れ帰り、弟子とした。「政二郎の方は手が強張つて中々弾けませんでしたが、私の家のいろいろな用事をさせてゐる中でも朱の本など見て勉強を怠らなかつた甲斐あつて今日までになつたのです。」
また、長年弾いてきた伊達太夫との別れを決心したのもこの時で、「勿論それを口外したり、亳も素振りに出さなかつた積りでしたが、有名な横浜の富貴楼のお倉が私の心中を見破つてしまひました。そして、今別れては両方の為に悪いから、と懇々と諭されましたが、私は間もなく大阪へ帰り、伊達太夫とも別れ、一身上の都合で舞台もやめ、神戸へ引込んでしまひました。富貴楼のお倉ともそれつきり会ひません。」と語っている通り明治35年（1902年）限りで引退した。この際に因講（因会）からも脱退している

### 引退中の神戸花街との関わり
明治35年（1902年）に引退した友松は、神戸へ住居を構えた。妻は梅吉といって神戸花隈で矢島といって芸妓屋を営んでいた。引退して時間があった友松は、芸の面で他の花柳界に差を付けられていた神戸の花街・芸妓の建て直しに尽力した。まず一軒家を花隈に借り、二階は踊りの稽古場、一階は地方の稽古場とした。「稽古場では一切膝を崩すことならん」という厳しい稽古を続けた甲斐もあり、県知事を動かし、神戸にある各国の領事館に招待状を出し、旧居留地近くのダンスホールで会を催した。「五条橋」「蛍狩」「小鍛冶」「元禄花見踊」の番組で午後八時に開演し、大成功を収めた。「その後間もなく各国から礼状が来ましたが、これは今中検に紀念として残してあると思ひます。また私は御礼に上等の萄萄酒をもらひました。とに角、私の力の及ぶ範囲での国際的な仕事でしたから、これを見た柳原や福原の花街でもじつとして居られなくなりました。それから、中検では年二回春秋に大温習会を催すことになり、奉は着流しで会場は神港倶楽部、秋は衣裳付で大国座を借りることにしました。」というほどまで友松は神戸の芸妓を育て上げた。

### 文楽座の復帰と初代道八の襲名
大正13年（1924年）3月18日当時の文楽座紋下三代目竹本越路太夫が死去すると、次の紋下候補には友松が長く弾いていた三代目竹本伊達太夫と三代目竹本津太夫（四代目とも）が挙げられていたが、伊達太夫が譲ったため（これを受け六代目竹本土佐太夫を襲名し庵へ入る）、津太夫の紋下就任が決まった。相三味線も六代目野澤吉兵衛で決まっていたが、同年6月4日に急逝。そこで二代目豊竹古靱太夫が「神戸の友松さんを迎へては」と提案し、友松の弟子であり古靱太夫の相三味線であった四代目鶴澤清六が仲へ入り話をまとめ、友松は津太夫の相三味線として同年9月の文楽座への復帰が決まった。
しかし、因講（因会）を脱退していた友松の復帰に対し、因講内で「会員以外とは一座せず」との内規を盾に猛烈な反対運動がおこり、「事によつては我々一同は文楽座を退く」との騒動にまで発展したため、9月興行の津太夫の休演と友松の入座の延期が決まった。
松竹白井松次郎社長の調停で友松入座問題は解決し、翌月10月24日初日の御霊文楽座にて、「竹本津太夫出勤の上その合三味線として鶴澤友松事鶴澤道八儀當座へ初お目見得致すことと相成候」と松竹が番付に口上を書き、『源平布引瀧』「鳥羽離宮の段」で津太夫を弾き、友松改め初代鶴澤道八として文楽座の床へ上った。この「道八」の名は、杉山其日庵が命名した。
『演芸画報』はこの件について、「今度のモメは何としても津太夫の手落ちである。自分も因講の一人であり且つ紋下である以上、友松を入れるにつき因講の規約を守り、又一座の人々にも一應の話はあるべき筈である。」と、津太夫の責任とした。
友松を津太夫に勧めた二代目古靱太夫は「入座問題で揉めたんは、道八さんは長らく舞台を退いて神戸でしようばいをしてられて、因会も二十五年ほど脱会してられたんです。そこへ、芸の上では誰も彼もなかつたお人でしたんで、それまでにちよいちよい耳に這入つてることで、道八さんに快からぬ人もゐたわけなんです。入座の話が出ました時、一時は道八さんを入れるんなら、皆文楽を出るとまで敦圉いたんですが、その時は私も日頃の行掛りを捨てゝ、津太夫と一緒に私の一門の者だけは残るといつたんで、どうやら納まつたんです。道八さんの入座の橋渡しは、私と清六君のふたりでやつたんですが、この時にも石割さんに、古靱は一時津太夫につけておいて、あとで自分の合三味線にしよう魂胆から道八を引入れたんだ。彼は大伴黒主だ、なんて書かれましたよ。」と「山城聞書」に残している。
津太夫亡き後は、四代目竹本大隅太夫を弾く（多くの録音を残す）等したが、昭和19年（1944年）11月28日大阪にて死去。
著書に『道八芸談』がある。
吉永孝雄によれば、四代目竹本大隅太夫との相三味線を解消したのは大本事件が原因とされる。道八は大本教の信者であったため、大本事件に巻き込まれることとなった。事件のあらましは、昭和11年（1936年）4月5日発行「藝術」によると、以下の通りである。「鶴澤道八の不心得　三月二十五日の都新聞に、鶴澤道八氏が召喚された。それは其筋に於て大本教への対策が確立して、いよいよ同教潰滅への具体的工作を進めてゐる時、偶ま元大本教信者が集つて、兵庫県川辺郡中谷村に八大龍王の祠を建立し、大本教と似通つた教義を信仰する一派のもとにあることに不審を抱いた兵庫県特高課では、三月十九日前記祠の堂守東末吉を広根署に召喚取調中であつたが、その結果嘗ての大本教信者達で、貴族院議員、伯爵、退職海軍大佐、文楽の三味線弾などが集まり、その数、十余人にすぎないが、大本教同様八大龍王神の外に、天照大神、國常立命を祭り、神代の解釈も大本と大同小異であることが判明、警視庁と協力して、廿三日正午神戸六丁目義太夫三味線界の重鎮鶴澤道八事浅居浩司（ママ）を神戸相生署に召喚、県特高課の手で取調べる一方同人自宅につき、厳重な捜査を行ひ、多数証拠品を押収したとの事である」。この戦前の大本に対する雰囲気と道八に対する世間の評価は「邪教でブタ箱入りをした鶴澤道八さん、更生の意気で囃子附義太夫「連獅子」を作曲」という記載からも伺われる。

## 二代目
（大正4年(1915年)年8月21日 - 昭和56年(1981年）11月12日）
初代鶴澤清友 → 六代目鶴澤徳太郎 → 二代目鶴澤道八

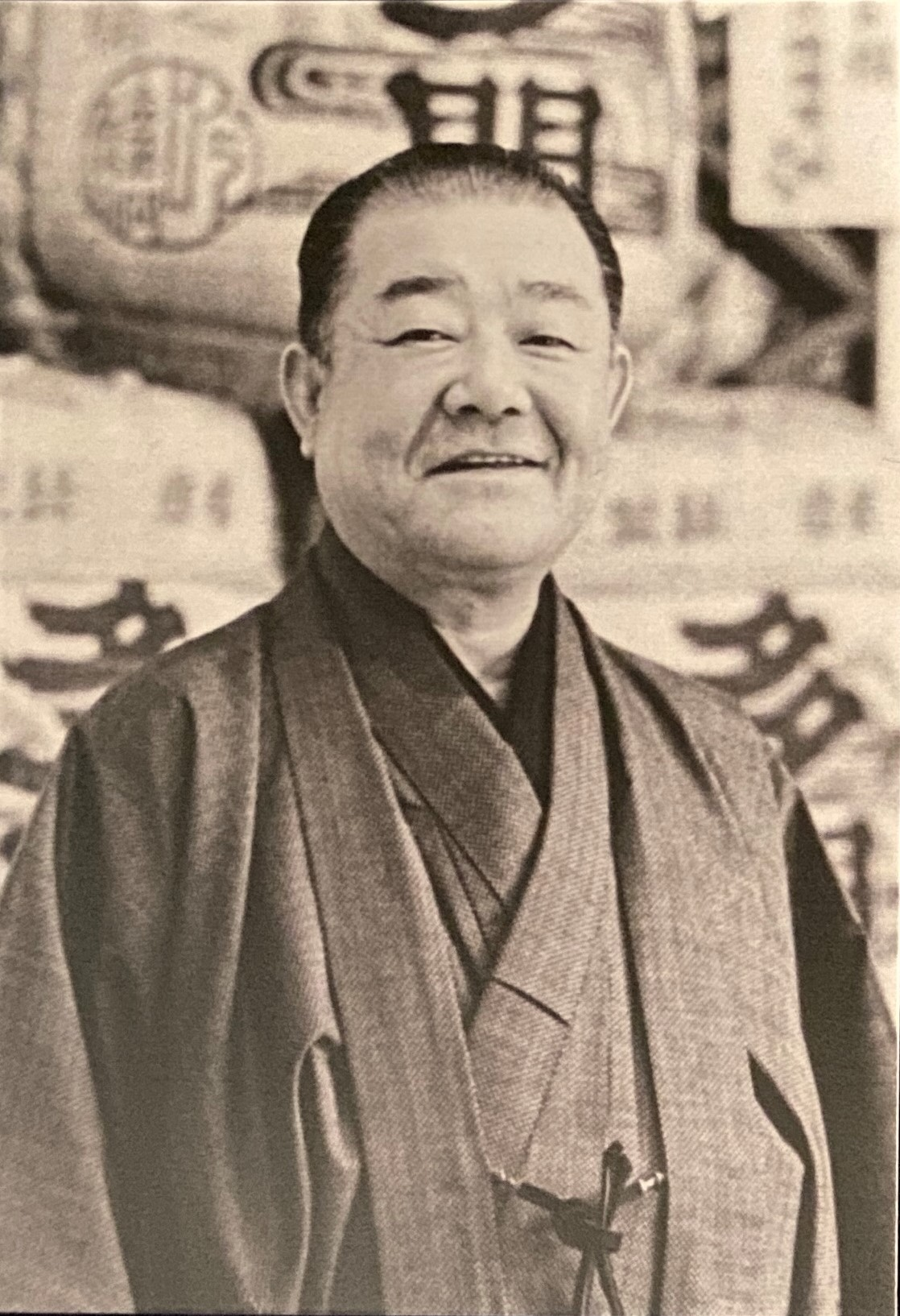
二代目鶴澤道八

本名：坪井澤一。岡山県矢掛町出身。四代目鶴澤清六門弟、後に初代鶴澤道八門弟。父は三代目鶴澤清糸。義兄に四代目鶴澤清六。養子に初代鶴澤清治、孫には、六代目竹本織太夫、鶴澤清馗。曾孫には、二代目豊竹咲甫太夫、鶴澤清斗。門弟には、二代目鶴澤清友、鶴澤清介、鶴澤八介。孫弟子に、二代目鶴澤藤蔵（五代目鶴澤清二郎）、鶴澤清志郎、鶴澤清馗（初代鶴澤清治門弟）、四代目鶴澤友之助（二代目鶴澤清友門弟）、鶴澤清丈'、鶴澤清公、鶴澤清允、鶴澤清方、鶴澤清斗（鶴澤清介門弟）がいる。
このように、血縁である養子鶴澤清治一門、孫の鶴澤清馗、名跡を継承した四代目鶴澤友之助を除き、直弟子から孫弟子に至るまで門弟の名前の二文字目には全て四画の漢字が当てられている（清「友」・清「介」・八「介」・清「丈'」・清「公」・清「允」・清「方」・清「斗」全て四文字）。これは、清六の「六」の字が四画であることに由来し、自身は二代目鶴澤道八を襲名したものの、六代目鶴澤徳太郎を襲名したことで鶴澤清六家の当主となったからである。
昭和3年（1928年）四代目鶴澤清六に入門。初代鶴澤清友を名乗る。昭和5年（1930年）から2年余り初代鶴澤道八の内弟子となる。昭和31年（1956年）1月道頓堀文楽座杮落公演『絵本太功記』「尼ヶ崎の段 前」で豊竹松太夫（三代目竹本春子太夫）を弾き、六代目鶴澤徳太郎を襲名。昭和45年（1970年）4月道頓堀朝日座、5月東京国立劇場『義経千本桜』「道行初音旅」で二代目鶴澤道八を襲名。この「道行初音旅」は、太夫：四代目竹本越路太夫、四代目竹本津太夫、九代目竹本文字太夫（七代目竹本住太夫）、豊竹十九太夫、竹本緑太夫。三味線：シンに二代目鶴澤道八、六代目鶴澤寛治、十代目竹澤弥七、八代目竹澤團六（七代目鶴澤寛治）、四代目竹澤團二郎（竹澤團七）、鶴澤清治と、その当時の文楽座が誇るフルメンバーであった。
高木浩志は著書『文楽入門』で六代目鶴澤徳太郎（二代目鶴澤道八）について「清治を本当に可愛く思っているようで、リサイタルでもまめまめしく世話をしてやりながら、若い人の時代ですワ、私はもう一軒宿屋でも建てて隠居したい、などといっていましたが、とんでもない、この人あたりの統率力、今日性、具体的な教授法が、ものをいう時期が目前なのです。襲名したのも、新弟子をとったのも、まあやる気十分といったところでしょう。」と記している。